# 四民月令
《四民月令》，曾誤稱《齊人月令》，是東漢大尚書崔寔模仿古時月令所著的農業著作，成書於二世紀中期，敘述田莊從正月直到十二月中的農業活動，對古時穀類、瓜菜的種植時令和栽種方法有所詳述，亦有篇章介紹當時的紡織、織染和釀造、製藥等手工業。
《隋書·經籍志》、《舊唐書·經籍志》均有記載；宋朝初期，《太平御覽》的「圖書綱目」仍有提及該書，但在《宋史·藝文志》已無相關記載，估計該書於北宋中期到南宋滅亡散失。
四民是指士、農、工、商，此概念早於春秋時已出現；月令是一種文章體裁，現存《禮記》中有一篇《月令》，記述每年十二個月的時令及政府執行的祭祀禮儀、職務、法令、禁令等，並把其歸納在五行相生的系統中；《四民月令》現存部分的文體與月令相似。

## 背景
自西漢《氾勝之書》到後魏《齊民要術》的出現，中間相隔500多年，期間只有《四民月令》一部農業生產書籍，能反映當時的農業發展，儘管有關操作技術記述很簡略，而且散佚不全，但它仍為當時的農業研究提供重要線索。
在二世紀中期的著作《四民月令》，除了描述農業運作外，書中提及的經濟運作，亦為中國經濟史研究提供第一手資料。書中所述的農戶，在一年中會數度賣出與買入穀物，純粹以此謀取利潤；農戶亦會產醃醬類食品、酒、醋、藥材、絲綢與絲綢製品、鞋等，這些物品既可供自家消費，也可拿來出售。
《四民月令》成書以來，曾於魏晉南北朝到唐初流傳。賈思勰《齊民要術》對書中內容曾多作引用，杜台卿北周末年撰寫《玉燭寶典》的時候，每月均錄有一段《四民月令》的材料。唐末韓鄂寫《四時纂要》也引述過《四民月令》。北宋時的文獻亦時有提到該書，但元代所撰編的《宋史·藝文志》中已無記述《四民月令》這本書，估計該書從此時湮沒。　
清代開始有人重組《四民月令》，乾隆年間就有任兆麟《心齋十種》、王謨《漢魏遺書鈔》兩版《四民月令》輯佚本，惟錯誤頗多。嘉慶年間，嚴可均輯錄《四民月令》一卷，作為《全後漢文》第四十七卷收入《全上古三代秦漢六朝文》中。光緒年間，王仁俊亦輯《四民月令》一卷，收入《玉函山房輯佚書續編》子編農家類。1921年，唐鴻學以《玉燭寶典》材料重編《四民月令》，收入《怡蘭堂叢書》中。
中華人民共和國於1949年立國後，中華書局於1965年曾出版石聲漢的《四民月令校注》 ，1981年農業出版社又出版了繆啟瑜的《四民月令輯釋》。這兩個輯佚本均以《玉燭寶典》為主要根據，廣泛汲取《齊民要術》和各種類書中的有關資料，參考各種輯本，書中對《四民月令》的資料頗有點評。
德國學者克里斯廷·赫爾茨於是1963年把《四民月令》譯成德文，在漢堡出版，書名叫《崔寔〈四民月令〉－後漢的農家歷》。日本渡部武根據石聲漢的《四民月令校注》，按月列出正文、通釋和譯註，1987年由日本平凡社出版，日譯本副題為「漢代的歲時與農事」。

## 內容
《四民月令》所反映的正是東漢晚期一個擁有相當數量田產的世族地主莊園，一年十二個月的家庭事務的安排。現存版本共有2371字中，與狹義農業操作有關的共522字，佔總字數的22％，再加上養蠶、紡績、織染以及食品加工和釀造等項合計也不到40％。其他如教育、處理社會關係、糶糴買賣、製藥、冠子、納婦和衛生等約佔60％多。
崔寔在《政論》中描述當時的貧富差距，「上家」有「鉅億之資」，而「下戶」「無所足」；「國以民為根，民以谷為命，命盡則根拔，根拔則本顛，此最國家之毒憂」，全書內容大致包括：
- 一、祭祀、家禮、教育以及維持改進家庭和社會上的新舊關係[1]；
- 二、按照時令氣候，安排耕、種、收穫糧食、油料、蔬菜[1]；
- 三、紡績、織染、漂練、裁制、浣洗、改制等女紅[1]；
- 四、食品加工及釀造[1]；
- 五、修治住宅及農田水利工程；
- 六、收採野生植物，主要是藥材，並配製法藥[1]；
- 七、保存收藏家中大小各項用具[1]；
- 八及九、糶糴及雜事，如「保養衛生」等九種[1]。

書中所述的生產規模大多已超出小農經濟的規模，只有官宦之家的田莊才可體驗上述的生產，由此得知，田莊就是一個相當完備小型社會，生產規範相當細緻，反映東漢農耕作業園藝化程度相當高。從其記述可以看出東漢時洛陽地區農業生產和農業技術的發展狀況，當中以農業佔優，重視蠶桑，畜牧業僅從屬農業，蔬菜以葷腥調味類較多。《四民月令》亦是最先記述中國「別稻」（即水稻移栽）和樹木的壓條繁殖方法。其中農業經濟除了自給自足基本層次外，還有利用價格的漲落，進行糧食、絲綿和絲織品等的買賣活動。
《四民月令》裡面也有關學校教育的內容，「正月農事未起，命成童以上入大學，學《五經》、師法求備，勿讀書傳。研凍釋，命幼童入小學，學書篇章。」「八月暑小退，命幼童入小學，如正月焉。」「十一月，研水凍，命幼童讀《孝經》、《論語》、篇章、小學。」反映當時學校教育的模式，其中避開酷暑和嚴寒季節，演變為每個學年都有休暑假和寒假的學制定式。

## 影響
《四民月令》和《氾勝之書》是漢代兩部最重要的農書，兩者相比，《四民月令》在農學水平上要遜於《氾勝之書》。氾勝之總結了《呂氏春秋·任地》等三篇出現以來農業生產和農業科技的新成就和新經驗，深刻地闡述了北方旱農耕作栽培技術的原則和原理，形成一個比較完整的思想體系，把中國傳統農學發展到一個新的里程牌。然而《四民月令》在這方面的創新卻有限，因為它只是記載著交待某月某時應該做某某事情，很少介紹具體的操作方法，更沒有闡述有關原則和原理。
儘管如此，《四民月令》在中國農學史上有著不可替代的重要地位。如前所述，它是中國第一部「農家月令」書。它不但對《禮記·月令》類著作進行了推陳出新的改造，完成了從「官方月令」到「農家月令」的轉換；而且它所反映的農事活動比《禮記·月令》要豐富和具體得多。在《四民月令》中，每月的農業生產，包括耕地、催芽、播種、分栽、耘鋤、收穫、儲藏，以及蠶桑、畜牧、果樹、林木的經營等等，細緻而合理，又提醒人們注意農業生產安排的地區性，其中有些生產技術，如「別稻」（水稻移栽）和樹木的壓條繁殖，是農書中首見的記載。因此，《四民月令》不但是農家月令的開創之作，而且可以稱得上是一部代表作。
《四民月令》比《禮記·月令》還有一個明顯的進步，基本上脫離《禮記·月令》天人感應的陰陽學的色彩。在《四民月令》有關生產活動的安排上，除了「正月上辛，掃除韭畦中枯葉」這一條記載外，其餘一切農業、手工業的操作，只以節令和氣候作為標準，看不出帶有迷信和禁忌的成分。如果考慮到當時東漢社會上盛行「谶纬」神學風氣，《四民月令》裡頭實事求是科學態度更加顯得難能可貴。

### 引用
1. 1 2 3 4 5 6 7 8 9 10  地球社編輯部. . . 1992: 421–424.
2. ↑  .   [2006-06-05]. （原始内容存档于2006-10-12）.
3. ↑  .   [2006-06-05]. （原始内容存档于2005-03-08）.
4. 1 2  王子今. . . 2009: 346–348.
5. ↑  王子今. . . 2009: 222–232.

## 外部連結
- 四民月令文章